# Piwigo
Piwigo (früher PhpWebGallery) ist eine freie zu Web-Standards (HTML 4.01, CSS2) konforme Fotogalerie lizenziert unter GPL. Sie ist in PHP geschrieben und benutzt eine MySQL-Datenbank.

## Historie
PhpWebGallery wurde ursprünglich von Pierrick Le Gall als ein persönliches Projekt geschrieben, ohne dass er wusste, dass andere Projekte schon existierten. Am 15. April 2002 wurde die erste Version der PhpWebGallery veröffentlicht.
Um Nicht-Programmierern die Verwendung der PhpWebGallery zu ermöglichen, wurde die Software restrukturiert und die Verwendung von Vorlagen eingefügt. Das erlaubt dem Benutzer, das Aussehen der Galerie nur mit HTML und CSS zu verändern.
Spätere Versionen erlaubten es, Bilder an beliebigen Orten in beliebigen Kategorien zu speichern.
Danach wurde die Funktion „Virtuelle Kategorien“ hinzugefügt.
Der Initiator Pierrick Le Gall kündigte die Namensänderung von PhpWebGallery zu Piwigo auf seiner privaten Website am 24. August 2008 an, um einen kürzeren, einprägsameren und einzigartigen Namen zu haben, der in Suchmaschinen leichter gefunden und weiterhin zu PWG abgekürzt werden kann.
Heute wird Piwigo von 14 Programmierern und einer florierenden Community unterstützt.

## Haupteigenschaften
Virtuelle KategorienJedes Bild kann in einer oder mehreren Kategorien gezeigt werden. Wenn ein Bild in verschiedene Kategorien einsortiert werden kann, erlaubt es die Erstellung von verschiedenen Fotoalben je nach angesprochener Zielgruppe.
VorlagenDas Aussehen der Fotoalben wird durch eine Vorlage bestimmt. Durch die mitwirkende Gemeinschaft wurden sehr viele Vorlagen entwickelt.
NavigationBenutzer können sich in fünf verschiedenen Arten durch die Galerie navigieren: Kategorie, Datum (Kalendernavigation), neueste Bilder und Schlagworte (Tags).
BenutzerkontensteuerungDie Benutzerkonten werden durch den Administrator gesteuert, der den Zugang zu den einzelnen Bildern und Alben erlaubt oder verbietet. Das ist auch schnell möglich, da die Benutzer in verschiedene Gruppen eingeteilt werden können.
BenachrichtigungssystemDie Benutzer können schnell und unkompliziert über Änderungen und Updates per RSS-Web-Feed und E-Mail benachrichtigt werden.
Plug-insSie erweitern die Fähigkeiten der Piwigo. Es gibt Plugins, um Google Video, Dailymotion, YouTube, Google Maps, Google Earth zu integrieren sowie ein Inhaltsverzeichnis (Sitemap) zu erstellen.

## Verweise
1. ↑  Release 15.5.0. 12. März 2025 (abgerufen am 27. März 2025).
2. ↑  Beispiel für Virtuelle Kategorien (Memento vom 3. Juni 2011 im Internet Archive)
3. ↑  PhpWebGallery turns Piwigo (Memento des Originals vom 4. März 2016 im Internet Archive)  Info: Der Archivlink wurde automatisch eingesetzt und noch nicht geprüft. Bitte prüfe Original- und Archivlink gemäß Anleitung und entferne dann diesen Hinweis.